# 13 (film)
13 je americký psychologický kriminální thriller z roku 2010 v režii Gély Babluaniho (který režíroval i původní film), v hlavních rolích Sam Riley, Ray Winstone, 50 Cent, Mickey Rourke a Jason Statham. Jedná se o remake gruzínsko-francouzského filmu 13 Tzameti z roku 2005.

## Děj
Vincent Ferro vyslechne rozhovor o mrtvém muži, který měl nastoupit do dobře placené práce. Potřebuje peníze, a tak ukradne obálku s instrukcemi. Dostane se na odlehlé místo, kde je po kontrole přijat na místo mrtvého. Práce spočívá v účasti na sérii her ruské rulety, pořádaných pro zábavu bohatých sázkařů. Každý účastník má přiřazené číslo a v každém kole míří pistolí na muže před sebou. Když se rozsvítí světlo, musí stisknout spoušť. Mezi sázejícími je i Jasper Bagges, který vsází na svého mentálně labilního bratra Ronalda.
V prvním kole mají účastníci v komoře jednu kulku. Ferro (číslo 13) přežije, i když váhá stisknout spoušť. Ve druhém kole se do zbraní vloží dvě kulky. Ferro přežije jen díky tomu, že muž za ním je zabit dřív, než stihne vystřelit. Ve třetím kole se přidává třetí kulka a Ferro znovu přežije – zůstává posledních pět mužů. Ti, co nepostoupí do finále, získají vysokou částku. Ferro postupuje do závěrečného duelu jeden na jednoho.
Jeden z hráčů, Patrick Jefferson, přesvědčuje svého patrona Jimmyho, aby po jeho smrti předal podle mapy polovinu uloupené kořisti jeho synovi. Po hře se ho však Jimmy pokusí uškrtit, ale je zastaven jiným zaměstnancem. Jefferson pak Jimmyho podvede falešnou mapou a tu skutečnou spálí.
Ferro překvapivě vyhrává duel a získá 1,85 milionu dolarů. Utíká z místa a na nádraží ukryje peníze do odpadkového koše, když zahlédne policii. Po výslechu peníze získá zpět a pošle je své rodině poštou. Koupí ještě dárek pro sestru. Cestou domů ho ale zastřelí Jasper, který si myslí, že Ferro má peníze stále u sebe. Utíká s taškou, v níž je však jen hračka. Umírající Ferro spolkne poštovní stvrzenku, aby nikdo nemohl peníze vypátrat.

## Obsazení
- Jason Statham jako Jasper Bagges, bohatý Brit, který vsází v ruské ruletě se zvláštním zájmem o jednoho ze soutěžících
- Sam Riley jako Vincent "Vince" Ferro, naivní mladík, který na soutěž narazí náhodou
- Ray Winstone jako Ronald Lynn Bagges, soutěžící, který byl kvůli účasti odešel z psychiatrické léčebny
- Curtis "50 Cent" Jackson jako Jimmy, zaměstnanec, který má za úkol doprovodit Rourkovu postavu na ruskou ruletu
- Mickey Rourke jako Patrick Jefferson (původně Jesse James Jefferson), texaský kovboj uprchlý z mexického vězení a prodaný do soutěže
- David Zayas jako detektiv Mullane, policista na stopě nelegální hry. Původně byl obsazen Ray Liotta, Zayas se kvůli roli sešel s režisérem Gélou Babluanim, ale nic z toho nebylo. Poté, co Liotta od natáčení odstoupil, zavolal Babluani Zayasovi zpět a nabídl mu roli
- Emmanuelle Chriqui jako Aileen
- Michael Shannon jako Henry
- Ben Gazzara jako Schlondorff
- Alexander Skarsgård jako Jack.
- Gaby Hoffmann jako Clara Ferro, Vincentova sestra
- Michael Berry Jr. jako William
- Chuck Zito jako Ted